# Equipo de Reservas del Club Cienciano
El Equipo de Reservas del Club Cienciano es el más alto de los equipos juveniles de Cienciano. Juega desde el año 2025 en la Liga 3, la tercera categoría del fútbol nacional. Es el segundo equipo del club después de la escuadra principal.

## Historia
El Torneo de Promoción y Reserva de 2010, edición que reactivó dicho campeonato, contó con la participación de los equipos de Reservas de los 16 clubes del Campeonato Descentralizado 2010. En aquel torneo Cienciano ocupó el último lugar, siendo el único equipo en no pudo ganar de visita en las 30 fechas transcurridas.
En los siguientes años el club altibajos en cuanto a la tabla final de posiciones, ocupando el 12do lugar el 2011, el 14to. el 2012 y el 8vo el 2013.
Para el año 2014 y con la implementación del Torneo del Inca Reservas, el club cusqueño ocupó el cuarto escaño del Grupo B en la primera etapa, mientras que en el descentralizado ocupó el penúltimo lugar (15to).
Misma suerte tuvo en el torneo del 2015, donde quedó tercero en tercero del Grupo A en la primera etapa y la 10ma posición en la Tabla Acumulada al finalizar los torneo Apertura y Clausura.
Tras el descenso ese mismo año del primer equipo la reserva no tuvo actividad hasta el 2020.
Volvió a participar en el Torneo de Promoción y Reserva de 2020, tras el retorno a Primera División del equipo principal. Sin embargo dicho torneo fue cancelado por la Pandemia de COVID-19 al igual que la edición siguiente.
Tuvo un mejor rendimiento en el 2022, donde terminó en el tercer lugar de su grupo, donde no pudo participar de la siguiente etapa solo por diferencia de goles. Presentó un mismo desenlase el 2023 donde a falta de 1 punto no pudo clasificar a los Play-offs
En la primera fase del Torneo de Reservas 2024 terminó en sexto lugar de la Zona Sur y clasificó a la siguiente etapa. En octavos de final eliminó con un global de 3-2 al Equipo de Reservas del Carlos Mannucci lo que le permitió pasar a cuartos de final del torneo y obtener uno de los cupos a la primera edición de la Liga 3 2025. Fue eliminado del torneo de Reservas en cuartos de final por Alianza Lima que lo venció en ambos partidos.

## Estadio
El Equipo de Reservas de Cienciano juega de local en el estadio Thomas E. Payne que se encuentra ubicado en el Distrito de Pisac, Provincia de Calca, este recinto seguirá siendo la localía del club en la Liga 3 2025.